# Les Six Thatcher
Les Six Thatcher est le premier épisode de la quatrième saison de la série télévisée Sherlock diffusé pour la première fois sur BBC One et BBC One HD le 1er janvier 2017.
Cet épisode est largement inspiré de l’œuvre originelle Les Six Napoléons, une nouvelle dans laquelle un individu cherche également à détruire des bustes de personnalités historiques.

## Synopsis
Avec le retour de Moriarty annoncé à travers Londres, le gouvernement britannique décide de blanchir Sherlock Holmes de la mort de Charles Augustus Magnussen. De retour à Baker Street et alors que John et Mary Watson deviennent parents, le détective attend le prochain coup du criminel. L'affaire étrange de la mort d'un adolescent va mener Sherlock Holmes sur la piste d'un homme traquant une série de bustes de Margaret Thatcher.

## Distribution
Source et légende : version française (VF) sur RS Doublage et selon le carton du doublage français télévisuel.

## Production

### Lieux
La 4e saison de Sherlock a été en grande partie tournée aux studios Pinewood.
Plusieurs scènes ont été tournées à Londres : les scènes impliquant le chien ont été tournées au Borough Market et à Trinity Church Square à Southwark. Des plans de Cumberbatch ont été filmés sur le Vauxhall Bridge courant vers le SIS Building. Des plans ont également été tournés à Marrakech.

## Réception
La première diffusion de l’épisode a eu lieu au Royaume-Uni, aux États-Unis, en Australie et en Amérique latine dans un premier temps.
Les Six Thatcher a reçu de bonnes critiques, avec celle de The Guardian disant « Cumberbatch s'inspire de Bond dans son final le plus explosif jusque-là ». IGN donne une note moyenne de 5.5/10, qualifiant l'épisode de "médiocre" et précisant « Sherlock revient avec un épisode confus et déroutant impliquant la tête de Margaret Thatcher ». Digital Spy le trouve « satisfaisant », considérant que l'épisode « est une production engageante avec un énorme défaut. Tout fonctionne... sauf ce qui devrait vraiment ». The Telegraph donne une bonne critique de 4 étoiles sur 5 : « un triomphe étourdissant de scénario complexe ».